# Харалампи Фукаров
Харалампи (Рампо) Фукаров е български революционер, деец на Македонската младежка тайна революционна организация (ММТРО).

## Биография
Роден е в 1900 година в Прилеп, тогава в Османската империя. Завършва машинно инженерство в Белград.
Като студент влиза в новосъздадената Македонска младежка тайна революционна организация. Член е на окръжната революционна петорка в Битолски революционен окръг. Член е на делегацията на ММТРО, представляваща четирите революционни окръга във Вардарска Македония, при срещата през август 1926 година с ръководни дейци на ВМРО.
Арестуван е през лятото на 1927 година и през ноември е изправен пред съда – т. нар. Скопски студентски процес. На процеса заявява, че са искали от властите да се организират на народностни и политически начала, както това е разрешено на „ужичани“, „тимочани“, „херцеговчани“ и пр. Осъден е на 5 години тъмничен режим с тежки окови. След повече от три години всички пишат молби до крал Александър за помилване, но молбите на Фукаров и Чкаров не са удовлетворени. По-късно е освободен.